# Farao (film)
Farao (Pools: Faraon) is een Poolse sandalenfilm uit 1966 onder regie van Jerzy Kawalerowicz. Het scenario is gebaseerd op de gelijknamige roman uit 1895 van de Poolse auteur Bolesław Prus.

## Verhaal
De jonge farao Ramses XIII treedt aan in een verarmd en corrupt rijk. Hij besluit de macht van de hogepriesters te beperken. Met een nieuw, sterk leger wil hij landen veroveren om grondstoffen en slaven te verwerven. De hogepriesters zien hun machtspositie bedreigd en willen de farao uit de weg ruimen.

## Rolverdeling
| Acteur                | Personage                 |
| --------------------- | ------------------------- |
| Jerzy Zelnik          | Farao Ramses XIII / Lycon |
| Wieslawa Mazurkiewicz | Nikotris                  |
| Barbara Brylska       | Kama                      |
| Krystyna Mikolajewska | Sarah                     |
| Ewa Krzyzewska        | Hebron                    |
| Piotr Pawlowski       | Hogepriester Herhor       |
| Leszek Herdegen       | Profeet Pentuer           |
| Stanislaw Milski      | Mephres                   |
| Kazimierz Opalinski   | Beroës                    |
| Mieczyslaw Voit       | Priester van Seth         |